# Voiture directe

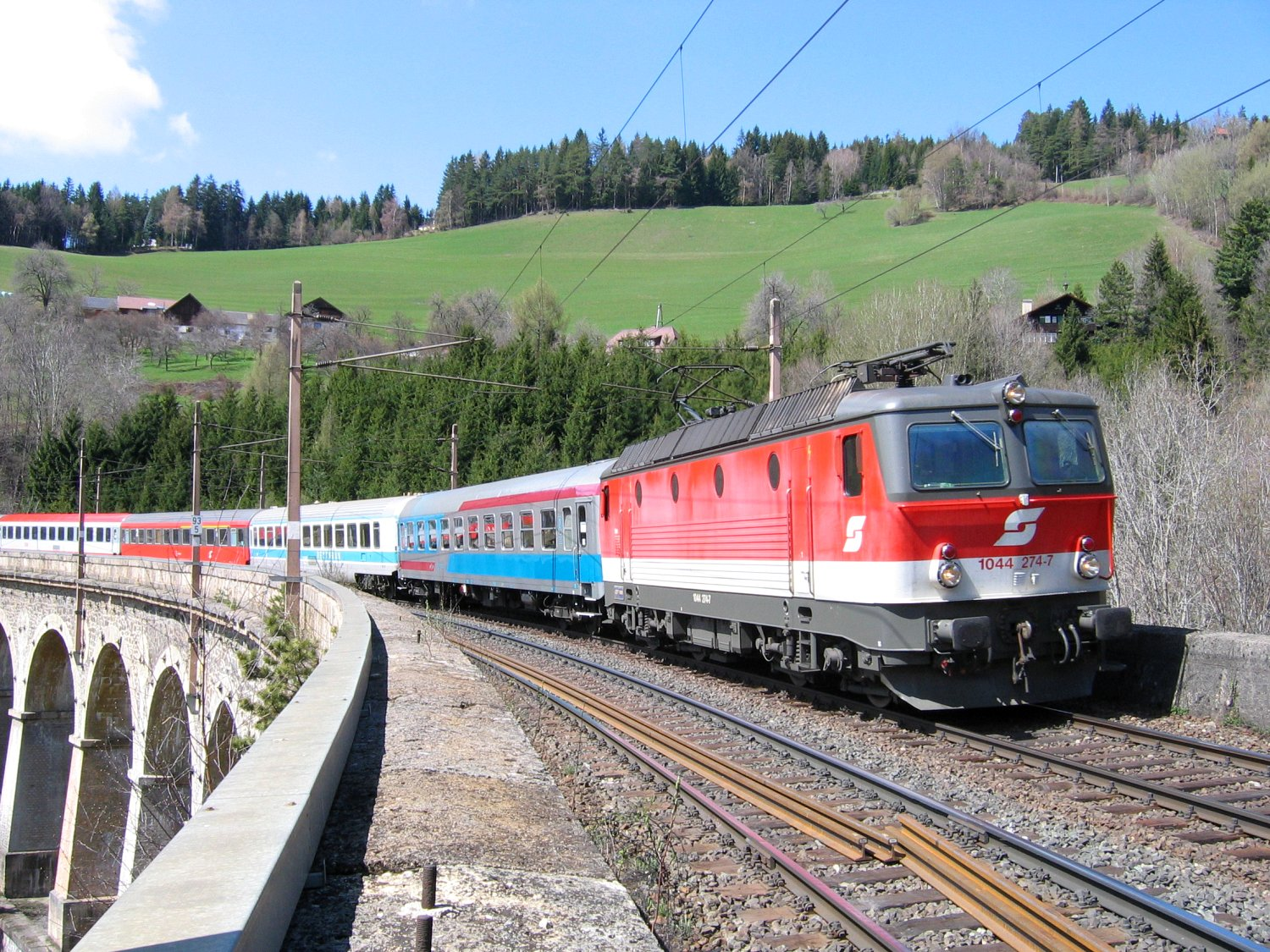
Train express autrichien ÖBB 1044 274-7 en provenance de Croatie.

Une voiture directe est une voiture de chemin de fer permettant aux voyageurs d'effectuer un très long trajet sans changement de train. Le parcours de cette voiture est assuré par plusieurs trains successifs, sans que les voyageurs aient à descendre puis à remonter dans le train. Il s'agit le plus souvent de voiture-lits ou de voiture-couchettes  pour un parcours international de longue distance, en particulier en Europe de l'Est, mais aussi de voitures destinées à des parcours saisonniers vers des stations balnéaires ou de sports d'hiver.

## Exemple
- En 2010/2011, la voiture-lits Bâle - Moscou (2 856 km en 37 heures et 11 minutes) est acheminée successivement[1] :
  - de Bâle à Hanovre par le train CNL 472 Bâle - Copenhague ;
  - de Hanovre à Varsovie par le train EN 447 Amsterdam - Varsovie ;
  - de Varsovie à Brest par le train 405 Bohumin - Brest ;
  - de Brest à Moscou par le train D 22 Brest - Moscou.

## Sources